# Улан-Баторський тролейбус
Улáн-Бáторський троле́йбус — недіюча тролейбусна система в столиці Монголії, місті Улан-Баторі. На 2024 рік у місті налічувалися три маршрути та два депо.

## Історія
Тролейбусний рух в Улан-Баторі був відкритий 29 жовтня 1987 року. В місті діє два тролейбусних депо.
У період свого розквіту, між 1994 та 2004 роками, існувало вісім тролейбусних маршрутів. У мережі є єдина фотографія тролейбуса на маршруті №8, датована між 2000 та 2001 роками.
В останні роки тролейбусна система в Улан-Баторі продовжує скорочуватися. З високою часткою ймовірності вже у найближчі роки тролейбусний рух буде остаточно припинено на користь реалізації проєкту системи BRT, розмови про яку йдуть вже декілька років.
31 грудня 2024 року усі тролейбуси JEA 800D були виведені з експлуатації, в результаті чого Улан-Батор залишився без тролейбусного сполучення. Компанія-оператор планує придбати 50 нових тролейбусів у 2025 році.

## Маршрути

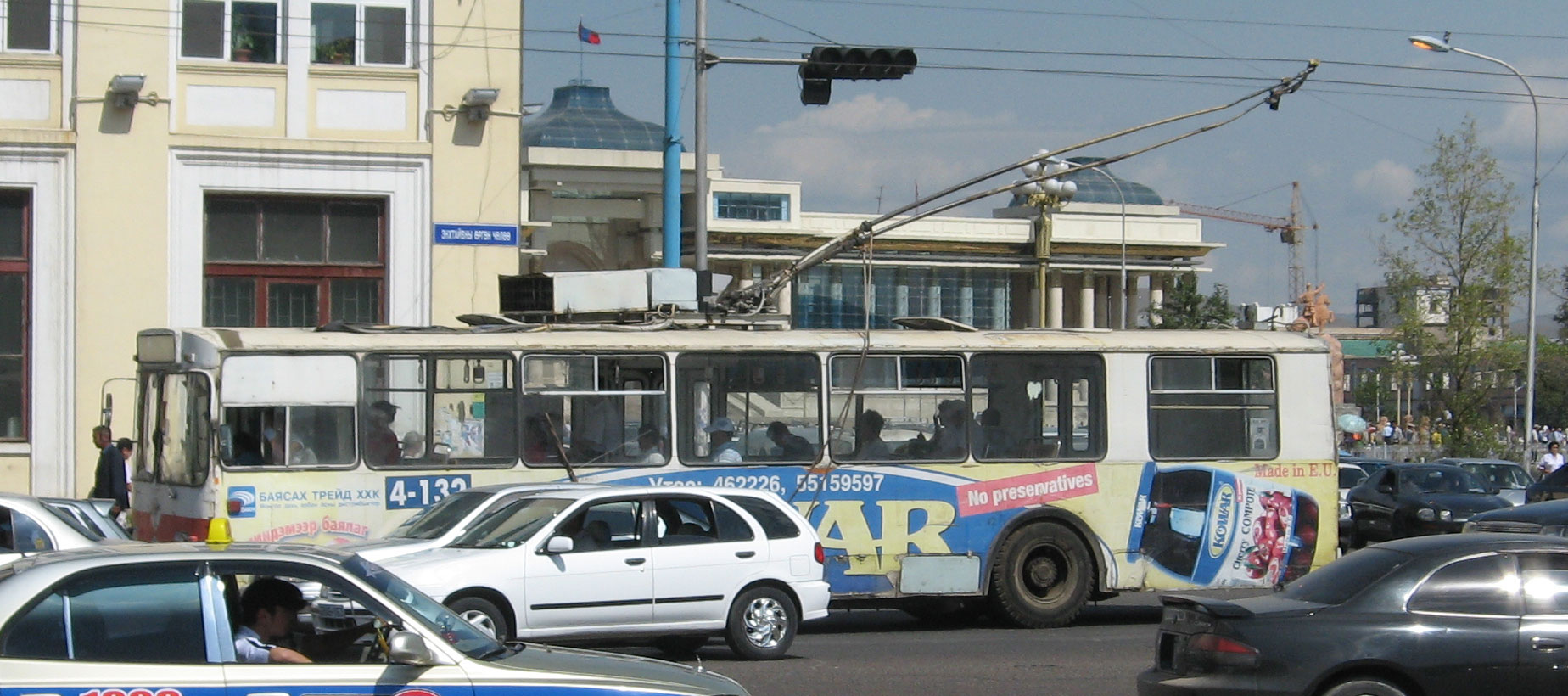
[[ЗіУ-682|ЗіУ-682В-013 [В0В] (JEA)]] в центрі Улан-Батора

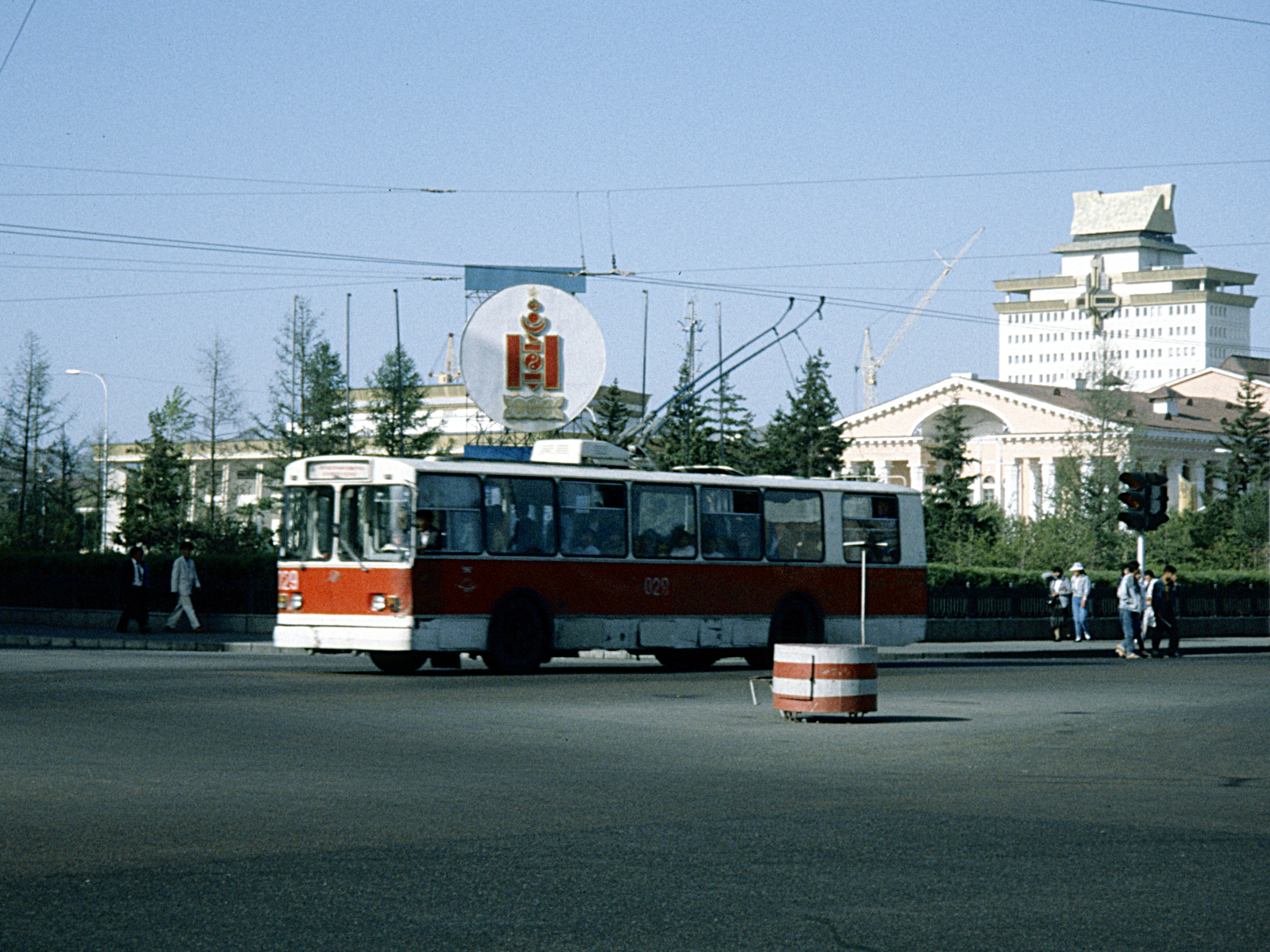
ЗіУ-682 (1990 рік)

В Улан-Баторі діяли 3 тролейбусних маршрути, які з'єднують центр міста з його передмістями.
| Перелік тролейбусних маршрутів м. Улан-Батор (на 30 грудня 2024 року) | Перелік тролейбусних маршрутів м. Улан-Батор (на 30 грудня 2024 року) | Перелік тролейбусних маршрутів м. Улан-Батор (на 30 грудня 2024 року) |
| №                                                                     | Початковий пункт                                                      | Кінцевий пункт                                                        |
| --------------------------------------------------------------------- | --------------------------------------------------------------------- | --------------------------------------------------------------------- |
| Діючі маршрути                                                        |                                                                       |                                                                       |
| 2                                                                     | 5-й квартал                                                           | Ботанічний сад                                                        |
| 4                                                                     | Вокзал                                                                | Ботанічний сад                                                        |
| 5                                                                     | 3-4-й мікрорайон                                                      | Палац культури Офіцерів                                               |
| Закриті маршрути                                                      |                                                                       |                                                                       |
| 1                                                                     | Комбінат Будматеріалів                                                | Палац культури Офіцерів                                               |
| 3                                                                     | БММЗ                                                                  | 3-4-й мікрорайон                                                      |
| 6                                                                     | БММЗ                                                                  | Палац культури Офіцерів                                               |
| 7                                                                     | Вокзал                                                                | 7-ма зупинка                                                          |

## Рухомий склад
Станом на 2020 рік на балансі тролейбусного депо перебуває 53 машини різних типів моделей.
| Рухомий склад              | Рухомий склад | Рухомий склад     | Рухомий склад                      | Рухомий склад |
| Тип моделі                 | Фото          | Роки експлуатації | Бортові номери                     | Примітка |
| -------------------------- | ------------- | ----------------- | ---------------------------------- | --- |
| JEA 800D Monbus            |               | 2013 — понині     | 2-014, 2-016, 2-027 - 2-047        | Середні двері у середині корпусу. Тролейбус №4-071 (2-041) оснащений електрообладнанням фірми "АРС-Терм"                                                      |
| ЗіУ-682В (JEA)             |               | 2009 — понині     | 2-012                              | Єдиний на сьогодні практично оригінальний ЗіУ-682 |
| JEA 800F                   |               | 2008 — понині     | 2-011, 2-021 - 2-026               | Тролейбус №2-011 має декоративні "надкрилля" над вирізами колісних арок. В тролейбусах №№ 2-021 - 2-026 середні двері зміщені ближче до задньої осі           |
| МТрЗ-6223 (UBMOS)          |               | 2007 — понині     | 2-003 - 2-007, 2-010, 2-013, 4-009 | Тролейбус № 2-003 має передні фари від мікроавтобуса "ГАЗель". Тролейбуси №4-011, 4-014 і 4-015 списані.                                                      |
| JEA 800M                   |               | 2007 — понині     | 2-002                              | Китайське електрообладнання |
| JEA 800                    |               | 2006 — понині     | 2-001, 2-008, 2-017, 2-018, 2-020  | 2-001 виготовлений в кузові від ЗіУ-682В з маскою від південнокорейського автобуса. Тролейбус № 2-020 має нестандартне спрощене вітрове скло. 4-019 списаний. |
| Norinco Shenfeng SY-WG110A |               | 1999 — понині     | 32-001 - 32-008                    | Надійшли у 2009 році, хоча спочатку вони мали надійти до Кордови (Аргентина). До 2013 року мали номери 4-180 - 4-187.                                         |

| Виведені з експлуатації | Виведені з експлуатації | Виведені з експлуатації                                        | Виведені з експлуатації |
| Модель                  | Роки експлуатації       | Бортові номери                                                 | Примітка |
| ----------------------- | ----------------------- | -------------------------------------------------------------- | --- |
| BJD-WG120A              | 2001 - 2015             | 4-188 - 4-194 З 2013 року - 32-010 - 32-015                    | До 2009 року працювали в Пекіні. У 2013 році тролейбус №4-190 був розібраний на запчастини і списаний, хоча він мав бути перенумерований у 32-009. До 2015 року тролейбуси дуже скоро вийшли з ладу і остаточно зійшли з лінії. |
| JEA-800T                | 2008 - 2015             | 4-008, 4-033 - 4-044, 4-047 - 4-050                            | Кузов Hyundai AeroCity 540: 4-008, 4-033, 4-038, 4-039, 4-043, 4-044, 4-047 - 4-049. Відмінності: передні поворотні двері, середні зсувні двері, вітрове скло з панорамним зниженням. Кузов Daewoo BS106: 4-036, 4-037, 4-040, 4-050. Відмінності: передні поворотні двері, середні зсувні двері. Кузов Hyundai AeroCity 540 чи Daewoo BS106 (достовірно невідомий): 4-034, 4-035, 4-041, 4-042 У 2015 році усі тролейбуси цієї моделі були списані (масово вийшли з ладу). |
| ЗіУ-682                 | 1987 - 2012             | 001 - 4-157, 4-159 - 4-161, 4-163 - 4-166, 4-169, 4-170, 4-174 | |
| ЗіУ-52642               |                         | 4-158, 4-162, 4-167, 4-168, 4-171 - 4-173, 4-175, 4-176        | Тиристорно-імпульсна система керування |
| АКСМ-101                |                         | 4-177 - 4-179                                                  | Останнє надходження тролейбусів з СНД |

## Депо
- Депо «Зорчіґч тееврійн неґтґел» (відкрито 1987 року, до грудня 2014 року — «Цахілґаан теевер», нумерація з 22.04.2017 року: 2-ххх);
- Депо «Аз Сервіс» ХХК (бортномера тролейбусів Norinco Shenfeng SY-WG110A: 32-ххх.)

Всі тролейбусні маршрути обслуговуються єдиним депо «Зорчіґч тееврійн неґтґел» (до грудня 2014 року —  «Цахілґаан теевер», яке розташоване неподалік від кінцевої зупинки «Комбінат Будматеріалів».

## Галерея

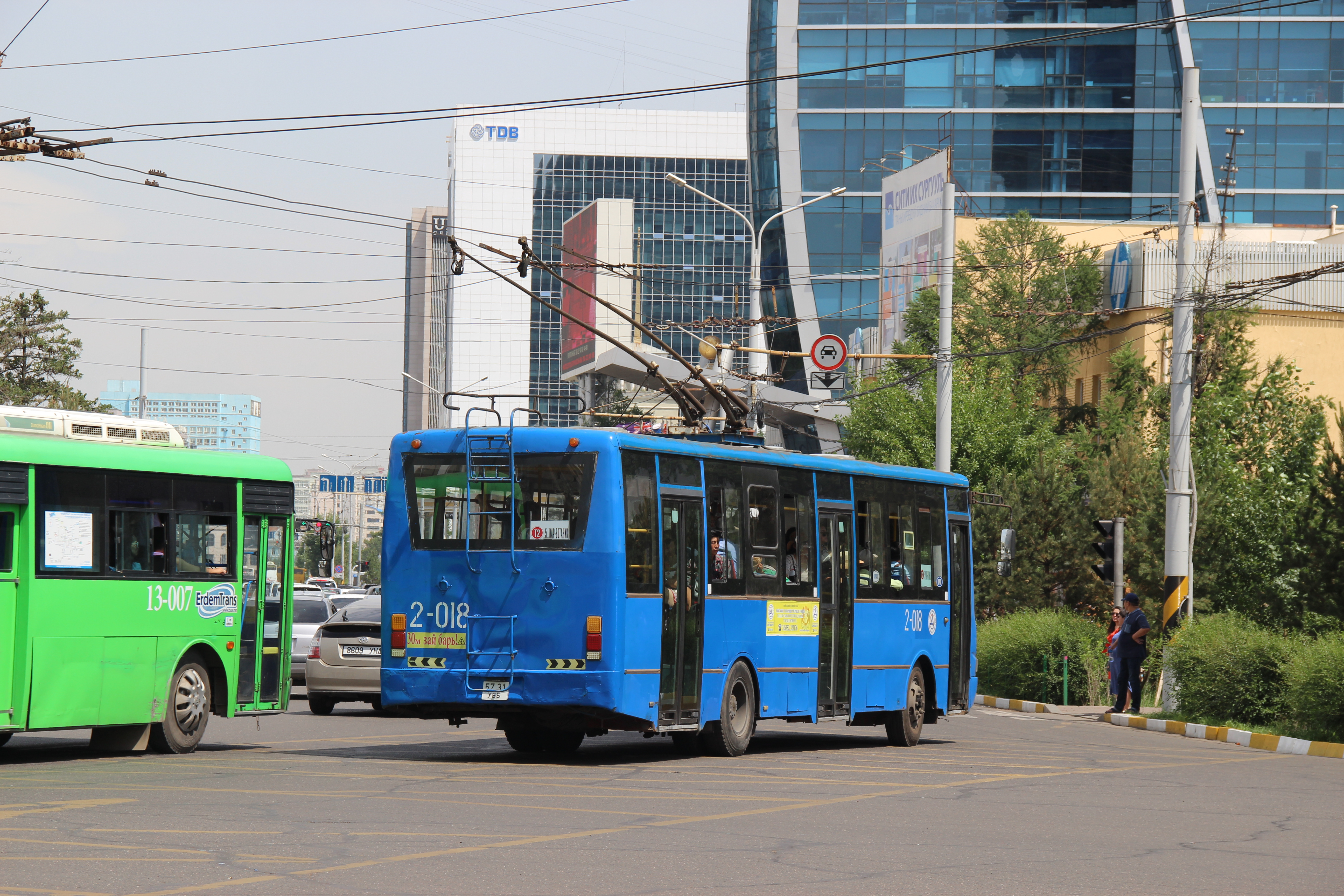
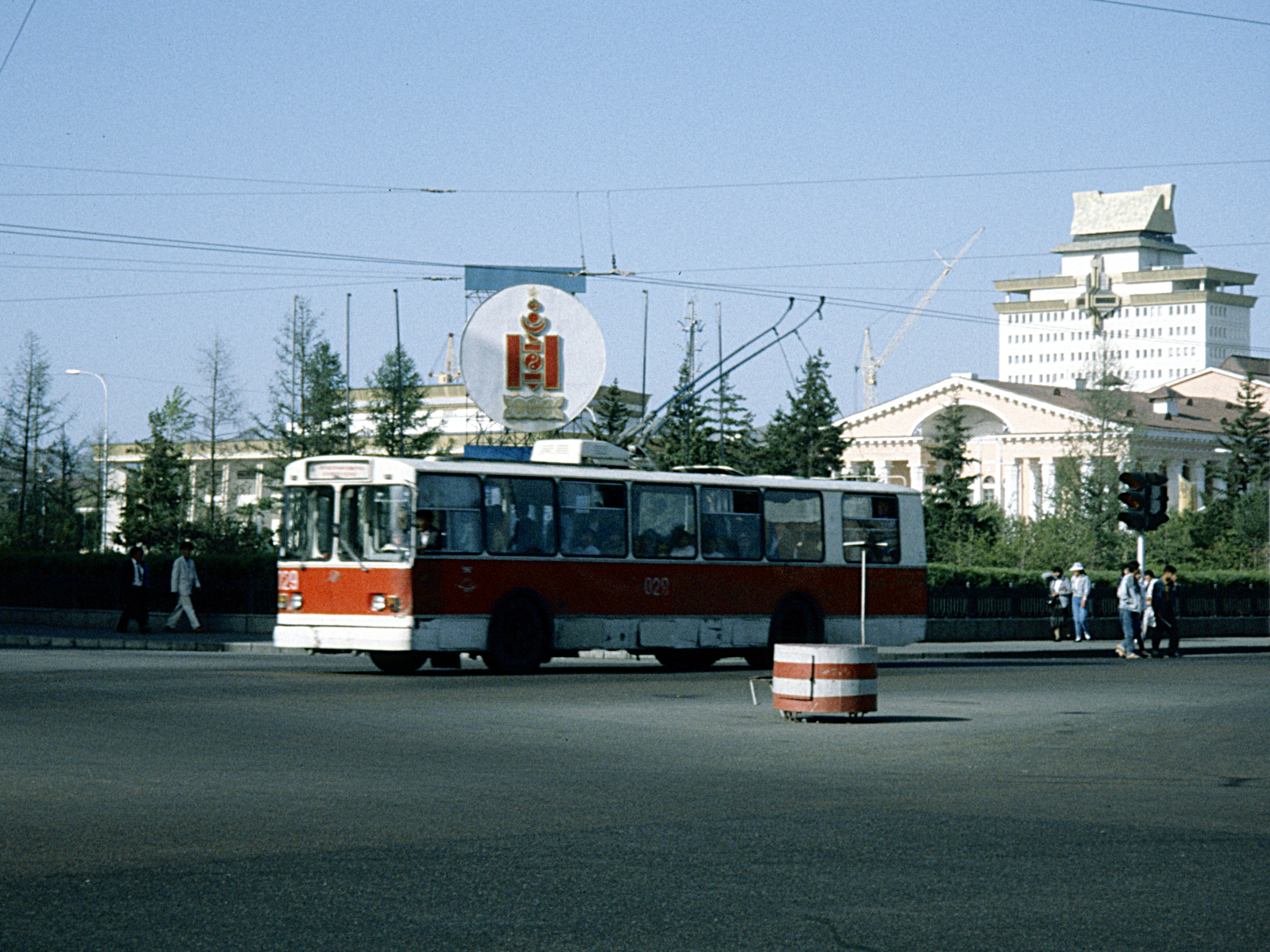
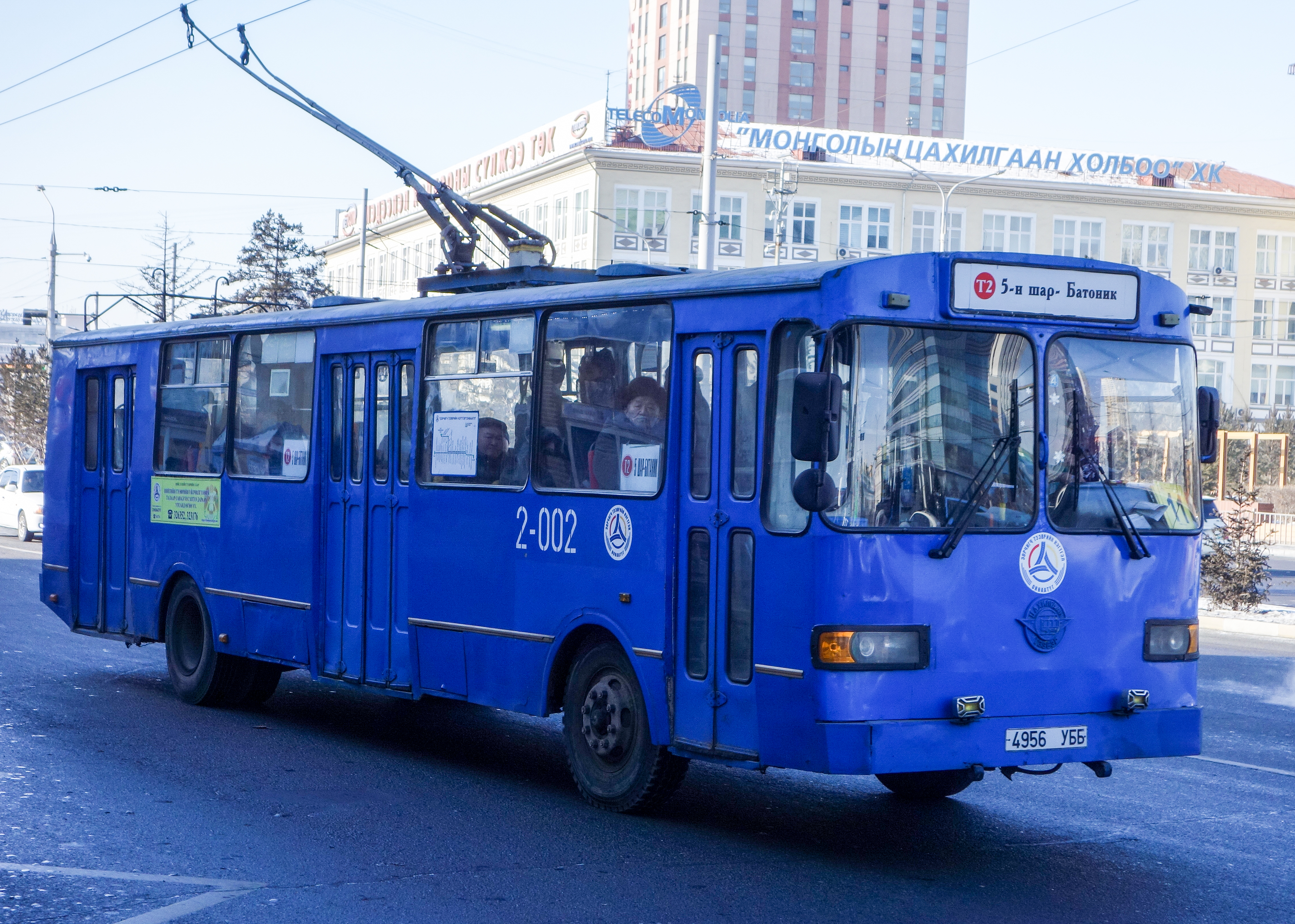
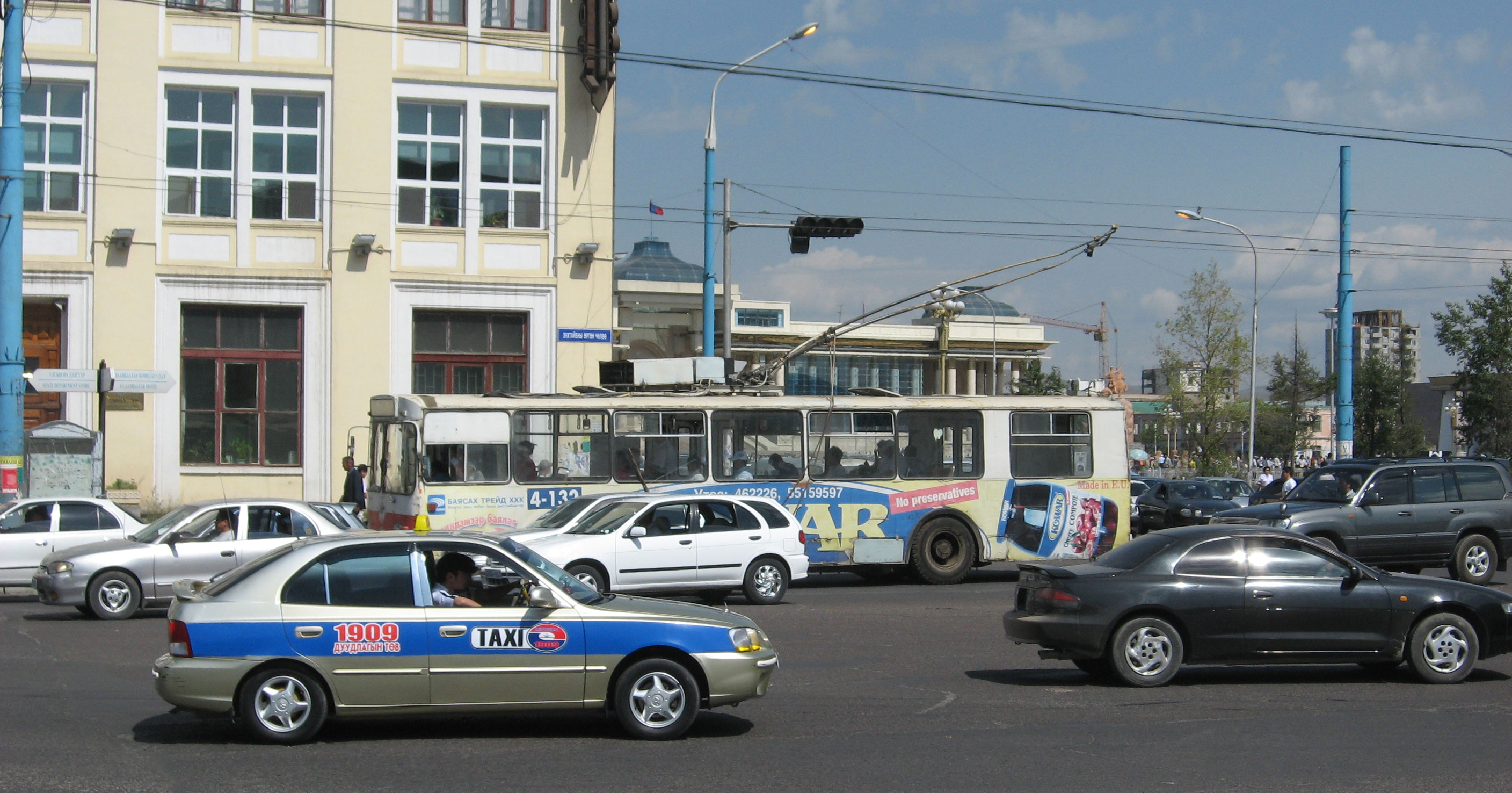
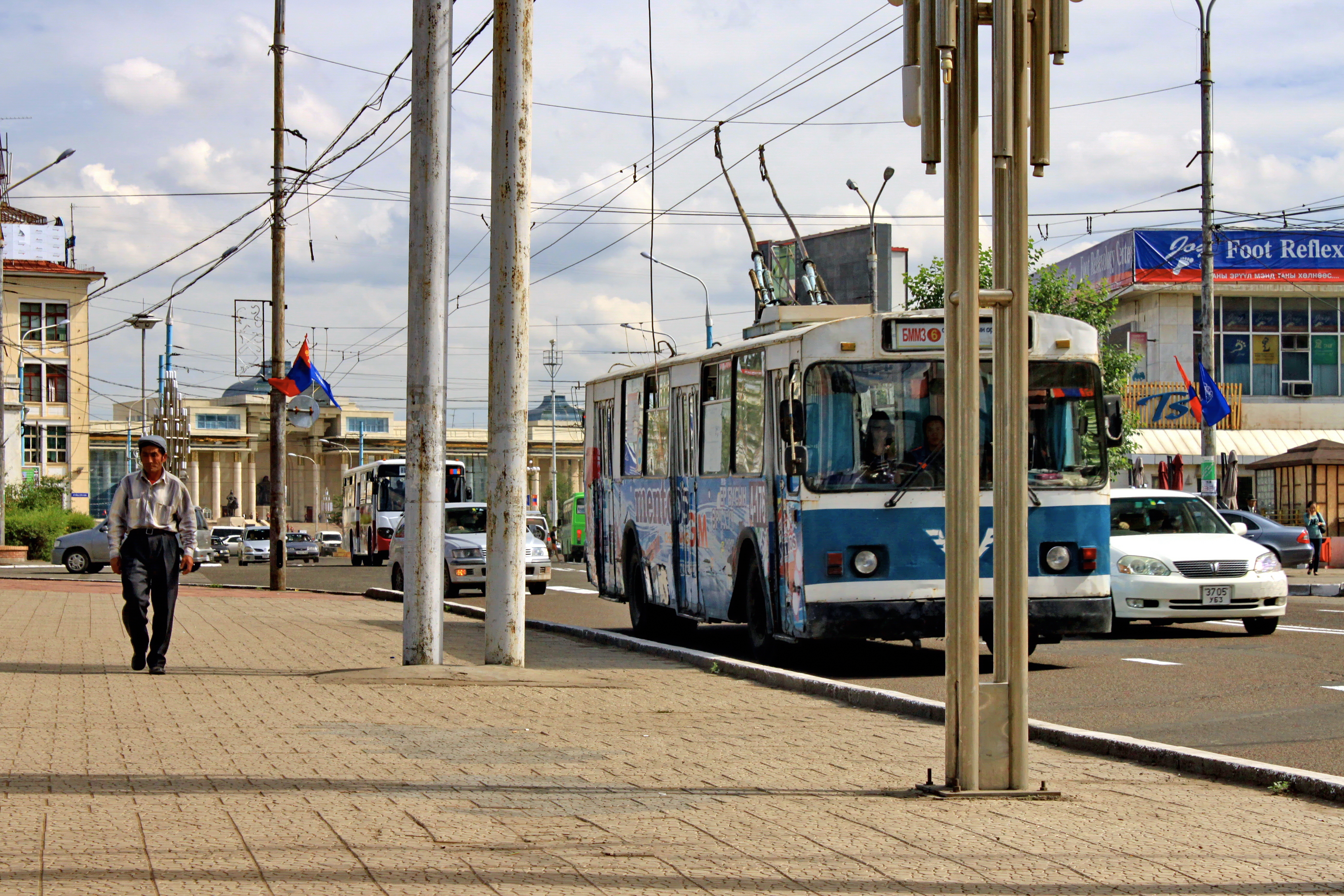
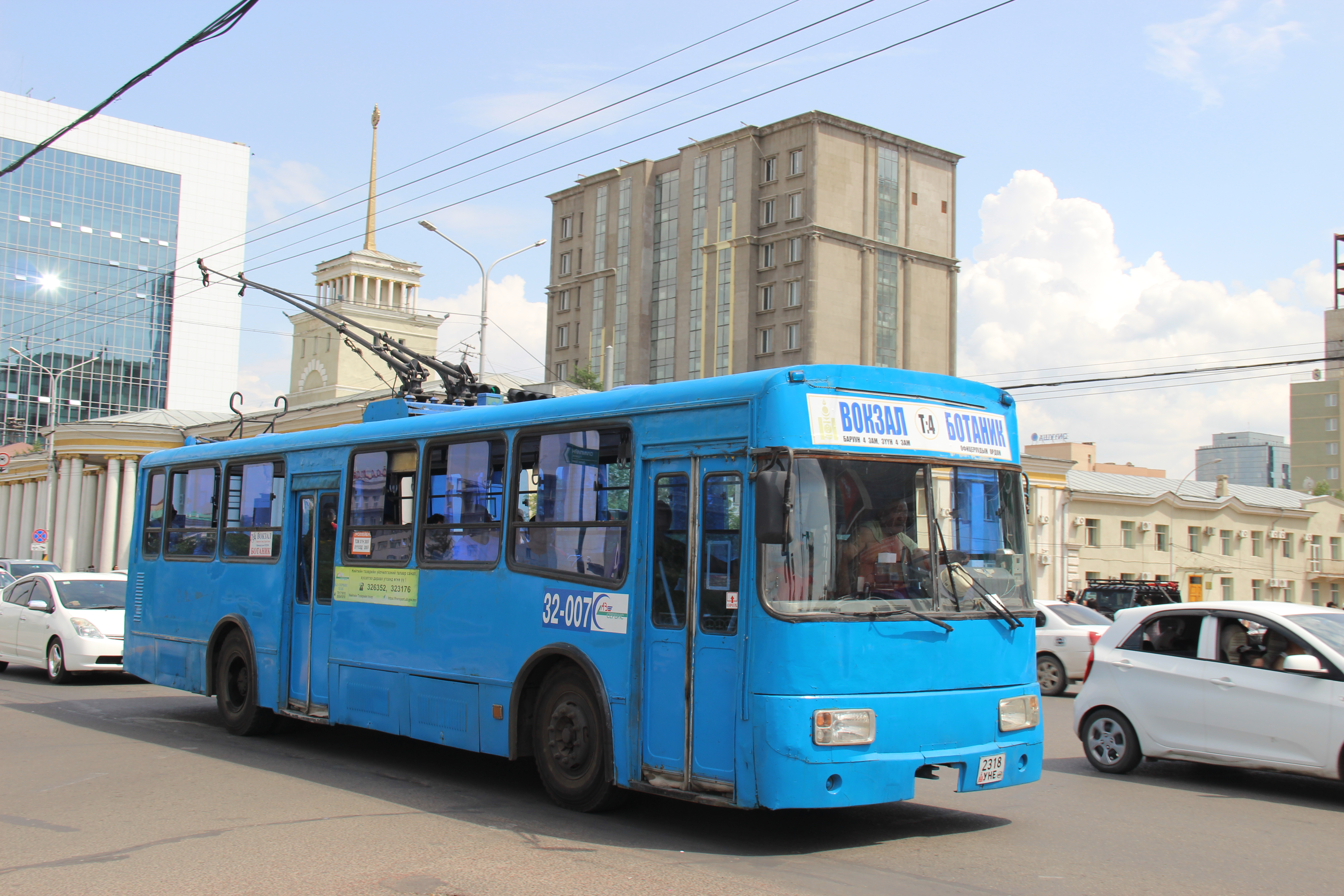
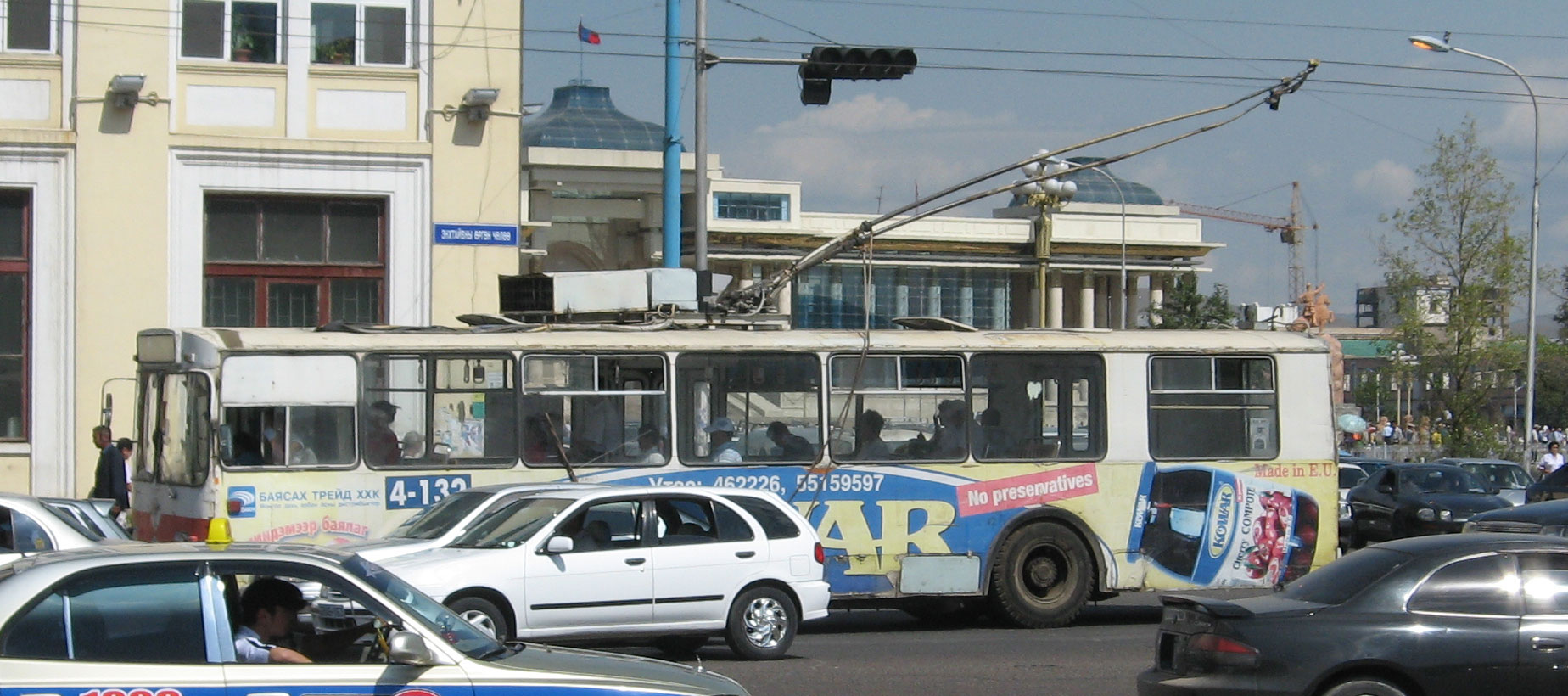